# Halina Jarczyk
Halina Jarczyk – polska skrzypaczka, aktorka teatralna, wokalistka, muzyk sesyjna, producentka muzyczna, realizatorka dźwięku, dyrektorka artystyczna. Od 2002 roku kierowniczka muzyczna Teatru im. Juliusza Słowackiego w Krakowie. Jej bratem jest pianista Jan Jarczyk.

## Życiorys
Urodziła się i wychowała w Krakowie. Pochodzi z muzycznej rodziny. Poszła śladami brata Jana i trzy lata później rozpoczęła naukę w Ogólnokształcącej Szkole Muzycznej I st. przy ul. Basztowej w Krakowie (jej kolegą z klasy był Zbigniew Wodecki). Dzięki niemu trafiła do klubu jazzowego "Helikon", gdzie miała okazję poznać tamtejszych muzyków i zagrać ze Zbigniewem Seifertem i Januszem Stefańskim. Kolejnym etapem jej muzycznej edukacji było Liceum Muzyczne przy ul. Basztowej, a następnie studia w Akademii Muzycznej w Krakowie na Wydziale Instrumentalnym w katedrze skrzypiec. Jako studentka I roku brała udział w nagraniach dla Telewizji Polskiej, rejestrowanych przez Jana Jarczyka i skrzykniętych przez niego muzyków, a byli to: Zygmunt Kaczmarski, Marek Podkanowicz i Zbigniew Wodecki. Skrzypaczka współpracowała z bratem również jako asystentka.
Po ukończeniu studiów związała się z Teatrem STU, z którym współpracowała przez 25 lat, biorąc udział w przedstawieniach: Exodus, Sennik polski, Operetka, Pacjenci, Król Ubu, Tajna misja, Pan Twardowski, Kur zapiał oraz angażowała się w organizowane tam liczne benefisy (m.in. zaśpiewała w duecie ze Zbigniewem Wodeckim piosenkę Z tobą chcę oglądać świat). Wkrótce po przygotowaniu swoich partii do Exodusu pojechała wraz z krakowskim teatrem na tournée po Ameryce Południowej. Przez 8 lat współpracowała również jako skrzypaczka z Markiem Grechutą i Anawą oraz śpiewała bossa novy w zespole Combo Pikantne. Miała również okazję wystąpić z Patem Methenym w klubie Pod Jaszczurami oraz z zespołem Dżem, podczas jednego z występów tej grupy. Została także asystentką muzyczną w istniejącym przy Teatrze STU studiu nagraniowym. Brała udział w licznych nagraniach muzyki filmowej i teatralnej.
Od 1992 roku współpracuje z Janem Kantym Pawluśkiewiczem jako dyrektorka artystyczna Nieszporów Ludźmierskich, Harf Papuszy, Przez tę ziemię przeszedł Pan oraz Ogrodów Jozafata. Jest także producentką muzyczną jego autorskich albumów: Nowy Radosny Dzień, Consensus, Nieszpory Ludźmierskie, Harfy Papuszy.
Ponadto w studiu i na scenie współpracowała z wieloma wykonawcami, m.in. z: Beatą Rybotycką, Beatą Malczewską-Starowieyską, Maciejem Zembatym, Jackiem Wójcickim, Stanisławem Sojką, Grzegorzem Turnauem, Januszem Grzywaczem, Januszem Radkiem, Leopoldem Kozłowskim, a także z zespołami, takimi jak: Pod Budą, Wały Jagiellońskie, Maanam, Chłopcy z Placu Broni, czy Turbo.
W 1987 roku wzięła udział w sesji nagraniowej do albumu zespołu Sucha Orkiestra pt. Schi.
Od 2002 roku pełni funkcję kierowniczki muzycznej Teatru im. Juliusza Słowackiego w Krakowie.